# Nicolai Munch-Hansen
Nicolai Munch-Hansen (født 11. maj 1977, død 20. februar 2017) var en dansk bassist, komponist og producer.
Nicolai Munch-Hansen var i løbet af sin karriere både centrum for egne orkestre og udgivelser, og særdeles aktiv som både studie- og livemusiker.
Han var, i det danske musikmiljø, kendt som en meget alsidig musiker, der både mestrede rock og jazz.
Privat dannede Munch-Hansen par med sangerinde og sangskriver Kira Skov. Sammen har de sønnen Morgan.
Siden Nicolai kom med i hedengangne Kira & The Kindred Spirits, har parret spillet sammen i samtlige af Kiras bands.
Udover hustruen Kira Skov har Nicolai i både rock og pop sammenhæng indspillet og turneret med navne som: Caroline Henderson, Jens Unmack, Tim Christensen, Steffen Brandt og Nikolaj Nørlund.
Han var en fast bestanddel af Tim Christensens orkester i de første år af Christensens solokarriere.
I jazzverdenen har han selvudgivet fire albums under eget navn. På sine egne plader medvirker musikere som Jakob Høyer, Jakob Bro, Søren Kjærgaard, Mads Hyhne, Ned Ferm og RJ Miller.
Det sidste album han udgav i eget navn er det eksperimenterende spoken-word album "Det Flimrende Lys Over Brabrand Sø" som er et samarbejde med digteren Peter Laugesen.
Som bassist på jazzscenen har han indspillet og turneret med navne som: Hans Ulrich, John Tchicai, Jakob Bro, Nolween Leroy og Rokia Traoré.
Nicolai Munch-Hansen døde d. 20. februar 2017 i København. Dødsårsagen er ikke officielt bekræftet, men den skyldes ifølge Politiken formentlig en utilsigtet dødelig kombination af euforiserende stoffer og alkohol.

## Galleri
- Aarhus Jazz Festival 2011
Foto: Hreinn Gudlaugsson
- Aarhus Jazz Festival 2012 
Foto: Hreinn Gudlaugsson
- Musikcafeen Aarhus 
Foto: Hreinn Gudlaugsson
- Nicolai Munch-Hansen og Jakob Bro 2016 
Foto: Hreinn Gudlaugsson